# Hemignathus
Hemignathus é um género de aves da família Fringillidae.
Este género contém as seguintes espécies:
- Hemignathus affinis Rothschild, 1893
- Hemignathus hanapepe S. B. Wilson, 1889
- Hemignathus lucidus M. H. K. Lichtenstein, 1839
- Hemignathus vorpalis James & Olson, 2003
- Hemignathus wilsoni (Rothschild, 1893)